# کمپلیش
کمپلیش (به فرانسوی: Kemplich) یک کمون در فرانسه است که در Canton of Metzervisse واقع شده‌است.

## خصوصیات
کمپلیش ۵٫۵۴ کیلومترمربع مساحت و ۱۲۰ نفر جمعیت دارد و ۲۷۰ متر بالاتر از سطح دریا واقع شده‌است.